# Ípsilon Librae
Ípsilon Librae o Upsilon Librae (υ Lib / 39 Librae) es una estrella en la constelación de Libra.
Con magnitud aparente +3,61, es el cuarto astro más brillante en la constelación, después de Zubeneschamali (β Librae), Zubenelgenubi (α Librae) y Brachium (σ Librae).
Se encuentra a 224 años luz del sistema solar.

## Nombre
Aunque Ípsilon Librae no tiene nombre propio habitual, ocasionalmente es llamada Derakrab Borealis, que significa «la del norte del brazo del Escorpión».
La palabra Derakrab es una contracción del título árabe Al-Dhira al-Akrab (الذراع العقرب), «el brazo del Escorpión», mientras que la palabra latina Borealis especifica «la del norte».

## Características
Ípsilon Librae es una gigante naranja tipo espectral K5III con una temperatura efectiva de 4150 K.
Las gigantes naranjas son frecuentes en el cielo nocturno, siendo Aldebarán (α Tauri) y Arturo (α Bootis) dos de las más conocidas.
Ípsilon Librae, 319 veces más luminosa que el Sol, posee una luminosidad intermedia entre ambas.
La medida del diámetro angular de Ípsilon Librae, una vez considerado el oscurecimiento de limbo, es de 4,27 ± 0,05 milisegundos de arco.
Este valor, junto a la distancia a la que se encuentra, permite evaluar su radio, siendo éste 31 veces más grande que el radio solar.
Por otra parte, evidencia una metalicidad inferior a la del Sol en casi un 20% ([Fe/H] = -0,09).
Ípsilon Librae constituye un sistema binario con una compañera visualmente separada de ella 3,3 segundos de arco.
Esta acompañante brilla con magnitud +10,8.